# Associazione Sportiva Reggina 1965-1966
Questa pagina raccoglie i dati riguardanti l'Associazione Sportiva Reggina nella stagione 1965-1966.

## Stagione
La squadra, allenata da Tommaso Maestrelli, ha concluso la sua prima stagione in Serie B in quarta posizione collezionando 14 vittorie - 13 pareggi e 11 sconfitte 45 reti fatte e 32 subite.

## Rosa
| N. |                   | Ruolo | Calciatore         |
| -- | ----------------- | ----- | ------------------ |
| -  | Italia (bandiera) | P     | Piero Persico      |
| -  | Italia (bandiera) | P     | Luigi Ferrari      |
| -  | Italia (bandiera) | D     | Vittorio Baroncini |
| -  | Italia (bandiera) | D     | Carlo Mupo         |
| -  | Italia (bandiera) | D     | Giuseppe Tomasini  |
| -  | Italia (bandiera) | D     | Felice Barbetta    |
| -  | Italia (bandiera) | D     | Achille Baldini    |
| -  | Italia (bandiera) | D     | Galeazzo Bello     |
| -  | Italia (bandiera) | D     | Luciano Gallusi    |
| -  | Italia (bandiera) | C     | Italo Alaimo       |

| N. |                   | Ruolo | Calciatore         |
| -- | ----------------- | ----- | ------------------ |
| -  | Italia (bandiera) | C     | Fabio Ferrario     |
| -  | Italia (bandiera) | C     | Olmes Neri         |
| -  | Italia (bandiera) | C     | Vito Florio        |
| -  | Italia (bandiera) | C     | Alberto Gatto      |
| -  | Italia (bandiera) | C     | Pietro Camozzi     |
| -  | Italia (bandiera) | C     | Rosario Sbano      |
| -  | Italia (bandiera) | C     | Carlo Lancini      |
| -  | Italia (bandiera) | A     | Roberto Rigotto    |
| -  | Italia (bandiera) | A     | Augusto Ive        |
| -  | Italia (bandiera) | A     | Giuseppe Santonico |

## Risultati

### Campionato

#### Girone di andata
| 5 settembre 1965 1ª giornata | Reggina | 2 – 1 | Pisa |  |

| 22 dicembre 1946 2ª giornata | Reggina | 3 – 1 | Padova |  |

| 19 settembre 1965 3ª giornata | Mantova | 2 – 0 | Reggina |  |

| 26 settembre 1965 4ª giornata | Alessandria | 1 – 1 | Reggina |  |

| 3 ottobre 1965 5ª giornata | Reggina | 1 – 0 | Pro Patria |  |

| 10 ottobre 1965 6ª giornata | Reggina | 0 – 1 | Potenza |  |

| 17 ottobre 1965 7ª giornata | Messina | 1 – 1 | Reggina |  |

| 1º novembre 1964 8ª giornata | Reggina | 2 – 1 | Reggiana |  |

| 31 ottobre 1965 9ª giornata | Venezia | 2 – 0 | Reggina |  |

| 7 novembre 1965 10ª giornata | Genoa | 3 – 1 | Reggina |  |

| 14 novembre 1965 11ª giornata | Reggina | 3 – 1 | Catanzaro |  |

| 21 novembre 1965 12ª giornata | Reggina | 1 – 0 | Trani |  |

| 28 novembre 1965 13ª giornata | Verona | 3 – 2 | Reggina |  |

| 5 dicembre 1965 14ª giornata | Monza | 1 – 2 | Reggina |  |

| 1º ottobre 1989 15ª giornata | Reggina | 1 – 1 | Palermo |  |

| 23 novembre 1947 16ª giornata | Modena | 1 – 0 | Reggina |  |

| 2 gennaio 1966 17ª giornata | Novara | 1 – 4 | Reggina |  |

| 9 gennaio 1966 18ª giornata | Reggina | 2 – 0 | Livorno |  |

| 16 gennaio 1966 19ª giornata | Reggina | 0 – 0 | Lecco |  |

#### Girone di ritorno
| 6 febbraio 1966 20ª giornata | Pisa | 0 – 0 | Reggina |  |

| 13 febbraio 1966 21ª giornata | Padova | 1 – 0 | Reggina |  |

| 20 febbraio 1966 22ª giornata | Reggina | 0 – 0 | Mantova |  |

| 27 febbraio 1966 23ª giornata | Reggina | 4 – 1 | Alessandria |  |

| 6 marzo 1966 24ª giornata | Pro Patria | 1 – 1 | Reggina |  |

| 20 marzo 1966 25ª giornata | Potenza | 1 – 0 | Reggina |  |

| 27 marzo 1966 26ª giornata | Reggina | 1 – 1 | Messina |  |

| 3 aprile 1966 27ª giornata | Reggiana | 0 – 0 | Reggina |  |

| 10 aprile 1966 28ª giornata | Reggina | 1 – 1 | Venezia |  |

| 17 aprile 1966 29ª giornata | Reggina | 2 – 0 | Genoa |  |

| 24 aprile 1966 30ª giornata | Catanzaro | 1 – 2 | Reggina |  |

| 1º maggio 1966 31ª giornata | Trani | 2 – 2 | Reggina |  |

| 8 maggio 1966 32ª giornata | Reggina | 0 – 0 | Verona |  |

| 15 maggio 1966 33ª giornata | Reggina | 1 – 0 | Monza |  |

| 22 maggio 1966 34ª giornata | Palermo | 1 – 2 | Reggina |  |

| 29 maggio 1966 35ª giornata | Reggina | 0 – 1 | Modena |  |

| 5 giugno 1966 36ª giornata | Reggina | 3 – 0 | Novara |  |

| 12 giugno 1966 37ª giornata | Livorno | 0 – 1 | Reggina |  |

| 19 giugno 1966 38ª giornata | Lecco | 0 – 0 | Reggina |  |

## Statistiche

### Statistiche di squadra
| Competizione | Punti | In casa | In casa | In casa | In casa | In casa | In casa | In trasferta | In trasferta | In trasferta | In trasferta | In trasferta | In trasferta | Totale | Totale | Totale | Totale | Totale | Totale | DR  |
| Competizione | Punti | G       | V       | N       | P       | Gf      | Gs      | G            | V            | N            | P            | Gf           | Gs           | G      | V      | N      | P      | Gf     | Gs     | DR  |
| ------------ | ----- | ------- | ------- | ------- | ------- | ------- | ------- | ------------ | ------------ | ------------ | ------------ | ------------ | ------------ | ------ | ------ | ------ | ------ | ------ | ------ | --- |
| Serie B      | 45    | 19      | 11      | 6       | 2       | 27      | 10      | 19           | 5            | 7            | 7            | 19           | 22           | 38     | 16     | 13     | 9      | 46     | 32     | +14 |
| Coppa Italia |       | 1       | 0       | 0       | 1       | 0       | 1       | -            | -            | -            | -            | -            | -            | 1      | 0      | 0      | 1      | 0      | 1      | -1  |
| Totale       |       | 20      | 11      | 6       | 3       | 27      | 11      | 19           | 5            | 7            | 7            | 19           | 22           | 39     | 16     | 13     | 10     | 46     | 33     | +13 |

### Statistiche dei giocatori
| Giocatore    | Serie B  | Serie B | Coppa Italia | Coppa Italia | Totale   | Totale |
| Giocatore    | Presenze | Reti    | Presenze     | Reti         | Presenze | Reti   |
| ------------ | -------- | ------- | ------------ | ------------ | -------- | ------ |
| I. Alaimo    | 34       | 3       | ?            | ?            | 34+      | 3+     |
| A. Baldini   | 27       | 2       | ?            | ?            | 27+      | 2+     |
| F. Barbetta  | 38       | 0       | ?            | ?            | 38+      | 0+     |
| V. Baroncini | 12       | 0       | ?            | ?            | 12+      | 0+     |
| G. Bello     | 13       | 0       | ?            | ?            | 13+      | 0+     |
| P. Camozzi   | 35       | 5       | ?            | ?            | 35+      | 5+     |
| L. Ferrari   | 8        | -5      | ?            | ?            | 8+       | -5+    |
| F. Ferrario  | 23       | 7       | ?            | ?            | 23+      | 7+     |
| V. Florio    | 26       | 5       | ?            | ?            | 26+      | 5+     |
| L. Gallusi   | 5        | 0       | ?            | ?            | 5+       | 0+     |
| A. Gatto     | 4        | 0       | ?            | ?            | 4+       | 0+     |
| A. Ive       | 9        | 1       | ?            | ?            | 9+       | 1+     |
| C. Lancini   | 19       | 0       | ?            | ?            | 19+      | 0+     |
| C. Mupo      | 31       | 0       | ?            | ?            | 31+      | 0+     |
| O. Neri      | 23       | 0       | ?            | ?            | 23+      | 0+     |
| P. Persico   | 34       | -27     | ?            | ?            | 34+      | -27+   |
| R. Rigotto   | 33       | 12      | ?            | ?            | 33+      | 12+    |
| G. Santonico | 28       | 8       | ?            | ?            | 28+      | 8+     |
| R. Sbano     | 8        | 0       | ?            | ?            | 8+       | 0+     |
| G. Tomasini  | 12       | 1       | ?            | ?            | 12+      | 1+     |